# Çobandağ
Çobandağ (georgiska: ჩობანდაღი) är ett berg i Azerbajdzjan, på gränsen till Georgien. Det ligger i den nordvästra delen av landet, 400 km väster om huvudstaden Baku. Çobandağ är 890 meter över havet.
Terrängen runt Çobandağ är kuperad åt sydväst, men åt nordost är den platt. Çobandağ är den högsta punkten i trakten. Runt Çobandağ är det ganska tätbefolkat, med 60 invånare per kvadratkilometer..  
Trakten runt Çobandağ består till största delen av jordbruksmark.